# Welcome to Hell (Musical)
Welcome to Hell ist ein Musical von Peter Lund (Text) und Peter Michael von der Nahmer (Musik), das am 15. März 2018 als Co-Produktion mit dem dritten Jahrgang des Studiengangs Musical/Show der Universität der Künste Berlin an der Neuköllner Oper in Berlin uraufgeführt wurde.

## Inhalt
Hamburg im Sommer 2017. Der bevorstehende G20-Gipfel beschäftigt die Gemüter unterschiedlichster Charaktere auf unterschiedlichste Weise. Sabine, eine Bloggerin, die ihre Wohnung nie verlässt, wittert eine Verschwörung in der Tatsache, dass man dieses Event ausgerechnet in der zweitgrößten Stadt Deutschlands stattfinden lässt. Ihre Ex-Freundin Kata, die das Ereignis für einen Privatsender begleitet, ärgert sich über das herablassende Gehabe von Gipfel-Teilnehmern wie dem französischen Referenten Henry, der hinter der chauvinistischen Fassade seine Homosexualität mit dem spanischen Stricher Jesus auslebt und wider Erwarten an diesen sein Herz verliert. Die überzeugten Linken Andi und seine Freundin Frieda wiederum freuen sich darauf, ihre Ansichten der Welt öffentlichkeitswirksam zeigen zu können. Dass das verzogene Wohlstandskind Andi hierbei Gewalt für ein durchaus legitimes Mittel hält, ahnt die überzeugte Pazifistin Frieda nicht. Handfeste Sorgen hat hingegen die Kassiererin Krissi, die ausgerechnet an den heißen Tagen des Gipfels die Spätschicht in ihrem Laden hat und Randalen befürchtet. Vor denen fürchtet sich auch Polizist Stefan, der, seitdem er im Dienst bei einer Demonstration eine Flasche an den Kopf bekommen hat, nicht mehr derselbe ist. Prinzipientreu wie er ist, will er sich aber nicht – wie seine Freundin, die Medizinstudentin Lily ihm empfiehlt – krankschreiben lassen, auch wenn er die politischen Hintergründe des Gipfels schon lange nicht mehr versteht. Diese interessieren die Jugendliche Mina aus Husum gar nicht erst – die will einfach nur Party machen und reist mit Mamas Auto an und lässt sich von Zuhälter Ricky, der sich als Fotograf ausgibt, beeindrucken.
Eine Tanzdemo, bei der man ebenso friedlich wie ausgelassen für eine bessere Welt werben will, läuft völlig aus dem Ruder. In Krissis Supermarkt verschanzen sich Frieda, Sabine, Kata, Mina, Krissi, Liliy und ihr streng katholischer Freund Friedrich. Der Laden wird von Randalierern verwüstet und die Zufallsgemeinschaft landet geschlossen auf der Polizeiwache, auf der Stefan seiner Freundin schwere Vorwürfe macht, dass sie sich nicht von der Demonstration wie von ihm erwartet ferngehalten hat. Dennoch gibt er ihr seine Schlüsselkarte, mit der Lily auch den anderen Inhaftierten die Flucht ermöglicht. Ihre Beziehung scheitert daran, ebenso wie die von Andi und Frieda, weil Frieda bemerkt, dass Andi sich eine Pistole besorgt und diese gegen den Polizisten Stefan eingesetzt hat. Die Krawalle setzen sich fort. Kata rettet Mina aus den Fängen des Zuhälters Ricky, der französische Referent gesteht Jesus seine Liebe – und dass er als Vertreter der westlichen Welt genauso rücksichtslos und egoistisch wie diese selbst. Die Menschen, für die über den Gipfel viel mehr zu Bruch gegangen ist als nur ein paar Scheiben, kommen zum Schluss, das nur eines helfen kann, will man diese Welt vor dem Abgrund retten: „Gib was ab!“

## Produktion

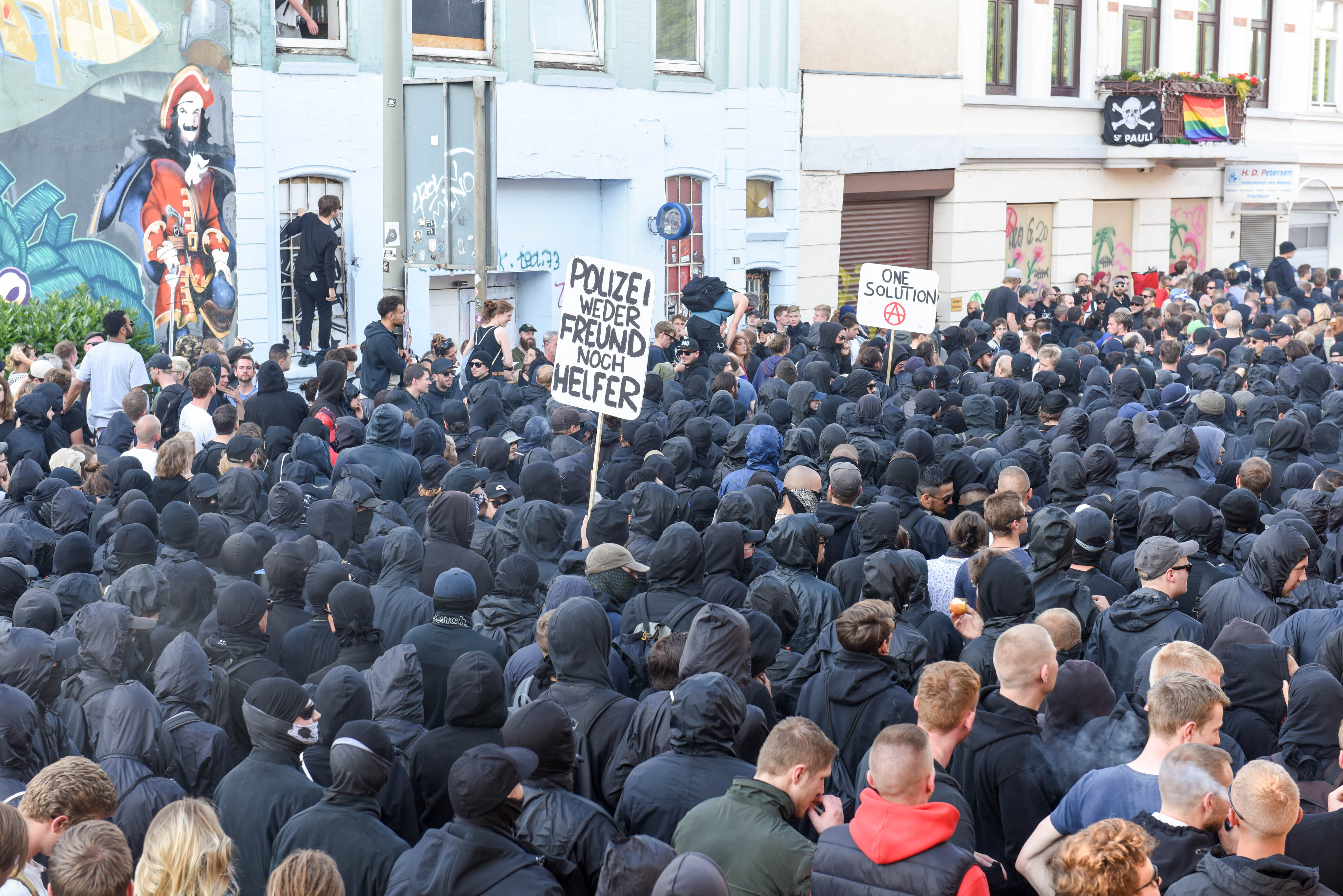
Die G-20-Proteste in Hamburg gilt im Musical als Kulisse für die Konflikte zwischen den Charakteren

Der Titel des Musicals, „Welcome to Hell“, erinnert an den gleichnamigen Protest am Vorabend des G20-Gipfel in Hamburg im Sommer 2017, bei der Polizei und Demonstranten erstmals heftig aneinandergerieten und sich Straßenschlachten vor allem im Schanzenviertel lieferten.
Peter Lund, der Autor des Stückes und Professor an der Berliner Universität der Künste, meinte: "Weil wir nach dem Brexit und Trumps Wahlsieg das Gefühl hatten, dass die Welt in Teile zerfällt, wollten wir uns mit dem Thema "Grenzen" beschäftigen. So entwickelten die Studierenden zunächst zwölf Charaktere, die über Grenzen gehen oder Grenzen bewahren. Weil G20 im letzten Sommer medial so präsent war, entstand die Idee, diese Psychogramme ins Gipfelgeschehen einzubetten. Die Idee hatte Lund gemeinsam mit dem Komponisten Peter Michael von der Nahmer. Auch der US-Amerikaner hatte von den Ausschreitungen in Hamburg gehört. Bei Lund und den Studierenden des Studiengangs „Musical“ habe zu Beginn des Projekts das Gefühl vorgeherrscht, das die „Welt wieder zerfalle“. Die Figuren wurden gemeinsam mit den studierenden Schauspielern aus acht verschiedenen Nationen entwickelt. Der Gipfel biete dabei die Kulisse, vor der sich die großen Konflikte der Welt abspielen. Insgesamt kommen in dem Stück zwölf verschiedenen Figuren vor, die sich dem Thema aus unterschiedlichen Blickwinkel nähern, so eine in prekären Verhältnissen angestellte Supermarkt-Kassiererin, eine zwiegespaltene Reporterin und einen französischen Staatsbeamten, auch wenn diese manchmal nur am Rande mit dem Gipfel zu tun haben. Der Gipfel wiederum biete dabei die Kulisse, vor der sich die großen Konflikte der Welt abspielen, so Lund. Die Wege aller Figuren kreuzen sich spätestens an den Tagen des Gipfels, in der Sternschanze, auf St. Pauli, in der Davidwache. Das Gipfelhappening dient dabei auch als Projektionsfläche für persönliche Zerrissenheit und zwischenmenschliche Konflikte, aber auch als zugespitztes Bild des gesellschaftlichen Status Quo: "Die Kassiererin im Supermarkt plagen wahrlich andere Probleme als den von den Eltern finanzierten Punker, der die Welt retten will. Die engagierte Journalistin geht aus gutem Grund auf den vermeintlichen Fotografen los, der die naive junge Asiatin aus Husum abschleppen will. Ihre frühere Studienkollegin und Geliebte taucht mit Trauma und Verschwörungstheorien ins Internet ab, mit dem Gedanken, dass die Welt untergehe, wenn sie die Wohnung verlässt."
Für die Rahmenhandlung hatten die Beteiligten gründlich recherchiert und viele Medienberichte gelesen. Lund meinte, die Kritik an Hamburg als Austragungsort, an der Sicherheitsstrategie der Polizei und an den Demonstrationsverboten finde sich in den Dialogen der Figuren wieder, und es sei ihnen wichtig gewesen, die Motive und Ängste aller Beteiligten greifbar und verständlich zu machen, und so Empathie für die jeweils andere Seite zu entwickeln. Diesen Effekt erziele Lunds Ansicht nach das Theater eher als politische Analysen.

## Uraufführung
Das Musical feierte am 15. März 2018 an der Neuköllner Oper seine Premiere.

## Ensemble der ersten Spielzeit
- 15. März bis Ende April 2018 in Berlin

### Besetzung
- Regie: Peter Lund
- Musikalische Leitung / Einstudierung: Hans-Peter Kirchberg, Tobias Bartholmeß – mit 7er Live-Band
- Choreografie: Neva Howard
- Ausstattung: Zoe Agathos
- Produktionsleitung & Regieassistenz: Sandra M. Heinzelmann

### Darsteller
- Alexander Auler: Stefan
- Katia Scheherazade Bischoff / Sophia Euskirchen: Lily
- Didier Borel: Ricky
- Nikko Andres Forteza Rumpf: Friedrich
- Tae-Eun Hyun: Mina
- Mira Keller: Sabine
- Pablo Martinez: Jeus
- Lucille-Mareen Mayr: Frieda
- Mathias Mihai Reiser: Andi
- Loïc Damien Schlentz: Henry
- Anastasia Troska: Katja
- Andrea Wesenberg: Krissy

## Pressestimmen
Volkan Agar von der taz erklärt, das Gipfelhappening diene als Projektionsfläche für persönliche Zerrissenheit und zwischenmenschliche Konflikte, aber auch als zugespitztes Bild des gesellschaftlichen Status Quo: "Es sind die Charaktere dazwischen, die interessanter, da authentischer und realistischer erscheinen. Figuren, an deren Erleben man die Tage des G20-Gipfels oder eben jeden Tag der Vereinzelung in der spätkapitalistischen Leistungsgesellschaft nachempfinden kann." Agar resümiert, Welcome to Hell sei ein Musical, wie GZSZ, nur eben auf politisch: "Ein bisschen Herzschmerz, ein bisschen Weltschmerz, ein bisschen Gesang und Tanz."
Gunda Bartels vom Tagesspiegel meint, tatsächlich gleiche Welcome to Hell mit seinen unterschiedlichen homo- und heterosexuellen Paarungen vor allem in der ersten Hälfte trotz Gripstheater-Appeal eher einem Emanzipations- als einem Klassenkampf-Musical: "Dem überfrachteten Typen- und Motiv-Potpourri fehlt es an Konzentration. Wenn sich Lily, die Medizinstudentin, als Tochter einer Syrerin vorstellt, denkt man prompt, dass jetzt nur noch eine griechische Transfrau auf brennenden Barrikaden fehlt."
Ralf Dorschel von der Hamburger Morgenpost findet, mit vielen Ohrwürmern und einer schmissigen Choreografie gelinge den Machern der Spagat: "ein Musical mit Herz und Schmerz, klugen Running Gags und derben Kalauern – und mit einem glänzenden Gespann junger Darsteller, von denen so mancher noch das Handwerk lernt, das er hier schon so überragend präsentiert." Dorschel resümiert: "Wer wissen will, wie eine junge und hoch talentierte Truppe Täter und Opfer tanzen lässt, der ist bei „Welcome to Hell“ goldrichtig. Wir Hamburger haben die Untersuchungsausschüsse. Die Berliner haben ein Musical. Vermutlich ist das die klügere Aufarbeitung. Ganz sicher ist sie lustiger."

## Auszeichnungen
Deutscher Musical Theater Preis 2018
- Auszeichnung in der Kategorie Bestes Buch (Peter Lund)
- Nominierung in der Kategorie Beste Regie (Peter Lund)[15]